# Cell Stem Cell
Cell Stem Cell est une revue scientifique à comité de lecture spécialisée dans le domaine de la recherche sur les cellules souches. Elle est éditée depuis le 7 juin 2007. Elle est publiée mensuellement en anglais par le groupe Cell Press. Ses archives sont en libre accès 12 mois après publication.
D'après le Journal Citation Reports, le facteur d'impact de ce journal était de 25,315 en 2012. L'actuelle directrice de publication est Deborah Sweet.